# ISO 3166-2:TV
07.00 Digimatinal
10.00 România 24
18.15 Business Club
19.00 Jurnal
19.50 Sport și Vremea
20.10 Jurnal Economic
21.00 Masca de argint (film)
23.00 Headuri
23.30 Sănătatea în bucatem
00.00 Opera Comica Pt Copii
01.00 Bonton
01.30 Ca-n Filme
01.55 Pastilă De Arta date la o carte
02.00 Un show obișnuit: Filmul
04.00 Știrile De S pana D
05.00 Halloween II (film din 1981)
07.00 Un știri pacatos
07.05 24 și 7
08.00 O arta pentru dumneavoastră 
08.10 24 și 7
09.05 Toamna bobocilor
11.05 24 și 7
12.00 Spionul Dandana
14.00 Prin Merg Businesuri
14.45 Prin Plan
15.45 Teleshopping
15.55 Lao Carte
16.00 Bună dimineața, Vietnam
19.45 Teleshop
19.55Scooby-Doo în Insula Zombie
21.40 Un Halal
23.00 Headuri
23.30Dubai Tennis Championships 2016
01.55 Cut Stlyyed
02.00 Spionul Dandana
04.00 Headuri
04.30Tom și Jerry: Filmul
05.45 Duminicaaaaa
09.00 Lao Carte
09.05 Headuri
09.35 24 și 7
10.40 24Digi
11.00 Halloween 2016
06.30 Headuri
07.00 Digimatinal
10.00 Halloween 2016
19.15 Business Club
20.00 Revelionn
05.20 Headuri
05.50 Digimatinal
08.50 24Digi
10.00 România 24
06.00 Mireasa Superba
07.00 Acrita trebuie sa ma fac
08. 00 Mireasa pentru fiul meu
09.00 Din Nou Hollywood
10.00 Fiul miresei
11.00 Printul Fermecat
12. 00 Animale feminine
13.00 Lapte zilnic
14.00 Bau Mireasa Speriata
15.00 Tiit Mama și Istoria
16.00 Gradina pentru mama buna
17.00 Torta de aur
18.00 A fost la Chicago
19.00 Mireasa este din Peru
20.00 Maicata 112
21.00 Intrusii
23.00 Mâinile pe rochii
00.00 Rochia Perfecta
01.00 Un shop plina de rochii
02.00 Mama leu cu felina ei
03. 00 La inamicul mireselor
04.00 O rochie și jumatate
05.00 Misiunea femeilor
06.00 Clubul mamelor rele
07.00 Pe leii la tetuci
08.00 Hello Mommy
09.00 În Inima Digi Kingdom
10.00 Și la rochii și la dresuri
11. 00 Maicata 112
14.00 Betty în New York
18.05 Lei putere
19.00 Ilsus din Church Ewtn
20.00 Tu ai sentiment de pas
21.00 Cei mai buni 112uri
23.00 Lapovita
00.00 Big Boggy Show
02.00 Chicago tara lui Sua
03.00 Din jur în imprejur
04.00 O rochie de singuratate
05.00 Vulturul de fier
06.00 D ale lu Istorii buni la 8uri
07.00Mireasa lui Chucky
09.00 Repetarea Sacrificii

## Schimbări
Următoarele schimbări au fost făcute de ISO 3166/MA după prima publicarea codului ISO 3166-2 în 1998:
| Ediție / Buletin                                            | Data publicării | Descripția schimbărilor                                                        | Schimbarea codurilor / subdiviziunilor                           |
| ----------------------------------------------------------- | --------------- | ------------------------------------------------------------------------------ | ---------------------------------------------------------------- |
| Newsletter I-8 Arhivat în 6 iunie 2011, la Wayback Machine. | 17 apr. 2007    | Adăugarea subdiviziunilor administrative și codurilor lor respective           | Subdiviziuni adăugate: 1 consiliu orășenesc, 7 consilii insulare |
| ISO 3166-2:2007                                             | 13 dec. 2007    | Ediția 2-a de ISO 3166-2 (aceasta schimbare nu a fost anunțat într-un buletin) | Cod: Nui: TV-NIU → TV-NUI                                        |